# Dragon Ball Z : Le Robot des glaces
 (mai 2024).
Dragon Ball Z : Le Robot des glaces (ドラゴンボールZ この世で一番強いヤツ, Doragon Bōru Zetto: Kono Yo de Ichiban Tsuyoi Yatsu, litt. Dragon Ball Z : Le type le plus fort du monde) est un film d’animation japonais de la franchise Dragon Ball réalisé par Daisuke Nishio sorti en 1990. Il s'agit d'un film produit et sortie en parallèle à la série Dragon Ball Z.

## Synopsis
Le Dr Willow enlève les plus puissants guerriers du monde afin de créer un robot super puissant. Piccolo, Kamé Sennin puis Son Goku se retrouvent séquestrés dans son repaire situé au pôle Nord. Ils devront combattre les robots du docteur afin de mettre fin à ses projets de conquête du monde.

## Fiche technique
- Titre original : ドラゴンボールZ この世で一番強いヤツ (Doragon Bōru Zetto: Kono Yo de Ichiban Tsuyoi Yatsu)
- Titre français : Dragon Ball Z : Le Robot des glaces
- Réalisation :
  - Daisuke Nishio (réalisateur)
  - Junichi Fujise, Tatsuya Orime (assistants réalisateurs)
- Scénario : Takao Koyama, adapté du manga Dragon Ball d’Akira Toriyama
- Montage : Shinichi Fukumitsu
- Direction artistique : Yûji Ikeda
- Musique : Shunsuke Kikuchi
- Producteurs :
  - Gen Fukunaga (producteur exécutif)
  - Kōzō Morishita (producteur)
- Société de production : Toei Animation
- Pays d’origine :  Japon
- Format : Couleurs
- Genre : Aventure, fantastique
- Durée : 61 minutes
- Date de sortie : 10 mars 1990

## Distribution
- Toshio Furukawa (VF : Philippe Ariotti) : Piccolo
- Daisuke Gōri (VF : ?) : Misokattsun
- Yukimasa Kishino (VF : Frédéric Bouraly) : Kishîme
- Kōji Nakata (VF : Éric Legrand) : Docteur Willow
- Masako Nozawa (VF : Patrick Borg) : Son Goku
- Masako Nozawa (VF : Brigitte Lecordier) : Son Gohan
- Kōhei Miyauchi (VF : Pierre Trabaud) : Kamé Sennin
- Mayumi Shō (VF : Céline Monsarrat) : Chichi
- Mayumi Tanaka (VF : Francine Lainé) : Krilin
- Naoki Tatsuta (VF : Philippe Ariotti) : Oolong
- Hiromi Tsuru (VF : Céline Monsarrat) : Bulma
- Kenji Utsumi (VF : Georges Lycan) : Shenron
- Kōji Yada (VF : Georges Lycan) : Docteur Kochin
- Ken Yamaguchi (VF : Frédéric Bouraly) : Ebifuryâ
- Jōji Yanami (VF : Georges Lycan) : Narrateur

## Continuité dans l'histoire
L’incohérence la plus forte par rapport à la série originale est qu'à cette période, Son Goku s’entraîne au royaume des morts avec Maître Kaio et Son Gohan s’entraîne dans le désert avec Piccolo et ne voit plus sa mère.
Une autre incohérence vient du passage chanté par Gohan. On y voit un flashback de Piccolo sauvant Gohan face aux Saiyans. Ensuite, Goku utilise le Kaioken et le symbole sur son dos est celui de Kaio, ce qui signifie qu’il a fini son entraînement au royaume des morts, donc que les Saiyans sont déjà venus sur Terre. En conséquence, c’est Piccolo qui ne devrait pas être là et Goku devrait être hospitalisé après son combat contre Nappa et Vegeta.
Par conséquent, ce film n'entre pas dans la continuité de l'histoire de Dragon Ball.

## Autour du film
Ce film a été diffusé dans le cadre de la Toeï Anime Fair de mars 1990.